# Sugarloaf Hill
La Sugarloaf Hill (in gaelico irlandese Cnoc na Binne) è una montagna irlandese facente parte dei Monti Knockmealdown, che dividono le contee di Tipperary e Waterford. Il monte in questione è interamente situato nella seconda delle due.